# Majd, ha fagy!
A Majd, ha fagy! (eredeti cím: Mystery, Alaska) egy 1999-es amerikai sportdráma-vígjáték, Jay Roach rendezésében, amely a fiktív Mystery kisváros amatőr jégkorongcsapatáról szól, amely a National Hockey League-ben (NHL) a New York Rangers ellen játszik bemutató mérkőzést. A főszerepekben Russell Crowe, Hank Azaria és Burt Reynolds látható.

## Cselekmény
John Biebe seriff egyike azoknak az alaszkai Mystery városlakóknak, akik részt vesznek a "szombati játékban" – egy hetente megrendezett hokimeccsen, amelyet egy nyílt tavon játszanak. Donna, John felesége, a Sports Illustrated legújabb számával érkezik, amelyben egy cikk van a "hkimániás" városról és a szombati jégkorongmeccsekről. A cikk megemlíti, hogy John "lassú lábú", de azzal a kijelentéssel zárul, hogy korcsolyázási képességben a Mystery-csapat a NHL bármelyik csapatával felveszi a versenyt. Burns bíró és fiát, Birdie-t kizárják a csapatból mert sosem passzol, és a tinédzser Stevie Weekset állítják a helyére.
Connor Banks, a csapat legjobb játékosa, véletlenül lábon lő egy képviselőt. Eredetileg csak rá akart ijeszteni a férfira, de a lövés visszapattant és lábon találta a politikust. Charles "Charlie" Danner, a Sports Illustrated cikk szerzője a városba érkezik és közli, hogy cikke hatására az NHL azt javasolta, hogy a New York Rangers jöjjön el Mysterybe, hogy egy televíziós bemutató mérkőzésen játszhasson a város csapatával. Connor Banks vád alá helyezése Burns bíró elé kerül, és ügyvédje, Bailey Pruit elfogadja a tárgyalás időpontját a következő hétre. Connor nem akar ilyen hamar tárgyalást, mert ha veszít, lemarad a közelgő meccsről. Bailey azt mondja neki, hogy ne aggódjon, mert egyetlen esküdtszék sem fogja lecsukni a város sztárjátékosát. Az esküdtszék felmenti Connort. 
Kiderült, hogy a Rangers játékosai nem szívesen játszanak a mérkőzésen, amelyet viccnek minősítenek. Megérkezik a televíziós csatorna stábja. A csapatot Mystery Eskimóknak akarják nevezni, amit John és a polgármester sérelmez. Charlie közli a polgármesterrel, hogy a Rangers játékosai panaszt nyújtottak be a játékosok szakszervezeténél, és  lemondják a meccset. Burns bíró közli Bailey-vel, hogy New Yorkban meghallgatást tartanak a jogvita miatt. 
A meghallgatáson Bailey szenvedélyesen könyörög a játék folytatásáért. Bailey a tárgyalás közben szívrohamot kap és meghal. A Mysteryben tartott temetés után kiderül, hogy megnyerte az ügyet, és a meccset mégis lejátsszák. John szembesíti a bírót azzal, hogy mivel Bailey-t New Yorkba küldte, most neki kell átvennie az edzősködést. A bíró csak akkor egyezik bele, ha John visszatér a csapatba kapitányként. A bíró irányításával a csapat eszeveszetten edz a mérkőzésre. 
A mérkőzés során a Mystery csapat első harmadban két góllal vezet. Az egyik gólt Stevie lövi, aki gyorsaságával lenyűgözi a kommentátorokat. A második harmadban a Rangers öt gólt szerez. Birdie önzősége egy gólba kerül a csapatnak. Mystery nem hajlandó beletörődni a vereségbe, a harmadik harmadban két gólt szerez, köztük egyet Birdie passzából, aki most nem volt önző. A meccs vége felé Connornak esélye van az egyenlítésre, de lövése a keresztlécet találja el. A mérkőzésnek vége, az eredmény 5 – 4 a Rangers javára. A Mystery csapata és a nézők is teljesen levertnek tűnnek, egészen addig amíg Burns bíró és a Rangers csapata meg nem tapsolja őket. A meccs hatására Stevie Weeks és Connor Banks is kisebb ligás szerződést kapott.

## Szereplők
| Szerep                        | Színész           | 1. Magyar szinkron |
| ----------------------------- | ----------------- | ------------------ |
| John Biebe seriff             | Russell Crowe     | Kaszás Mihály      |
| Charles Danner                | Hank Azaria       | Szerémi Zoltán     |
| Donna Biebe                   | Mary McCormack    | Csomor Csilla      |
| Walter Burns bíró             | Burt Reynolds     | Rajhona Ádám       |
| Scott R. Pitcher polgármester | Colm Meaney       | Ujlaki Dénes       |
| Mary Jane Pitcher             | Lolita Davidovich | Orosz Helga        |
| Bailey Pruitt                 | Maury Chaykin     | Hollósi Frigyes    |
| Matt 'Skank' Marden           | Ron Eldard        | Hujber Ferenc      |
| Stevie Weeks                  | Ryan Northcott    | Karácsonyi Zoltán  |
| Connor Banks                  | Michael Buie      | Dózsa Zoltán       |
| 'Tree' Lane                   | Kevin Durand      | Ifj. Jászai László |
| 'Brian `Birdie' Burns         | Scott Grimes      | Barát Attila       |
| Donnie Shulzhoffer            | Mike Myers        | Galbenisz Tomasz   |
| 'Brian `Birdie' Burns         | Scott Grimes      | Barát Attila       |
| Önmaga                        | Phil Esposito     | Melis Gábor        |

## Kritikai visszhang
A Rotten Tomatoes-on a Letaszítva 37%-os tetszési indexet ért el 82 kritikus véleménye alapján. 30 kritikus pozitívan 52 kritikus negatívan értékelte a filmet.

## Bevétel
A Majd, ha fagy! bevételi szempontból bukásnak minősül, mindössze 8 891 623 dolláros bevételt ért el a 28 millió dolláros becsült költségvetéssel szemben. Nyitóhétvégéjén csupán a kilencedik helyen végzett, megelőzték a szintén debütáló Sivatagi cápák (második helyen végzett), Őrjítő szerelem (hatodik helyen végzett) és az Elmo nagy kalandja (nyolcadik helyen végzett) című filmek. Régebbi bemutatók közül szintén megelőzték a második hete műsoron lévő Kettős kockázat (első helyen végzett), a harmadik hete műsoron lévő Amerikai szépség (harmadik helyen végzett) és az Állj, vagy jövök! (negyedik helyen végzett), a kilencedik hete műsoron lévő Hatodik érzék (ötödik helyen végzett) és a harmadik hete műsoron lévő A pálya csúcsán (hetedik helyen végzett) című filmek.

## Fordítás
- Ez a szócikk részben vagy egészben  a   Mystery, Alaska című angol Wikipédia-szócikk fordításán alapul.  Az eredeti cikk szerkesztőit annak laptörténete sorolja fel. Ez a jelzés csupán a megfogalmazás eredetét és a szerzői jogokat jelzi, nem szolgál a cikkben szereplő információk forrásmegjelöléseként.